# Castilla
Pour les articles homonymes, voir Castilla (Sorsogon).
Genre
Classification phylogénétique
Espèces de rang inférieur
- Castilla elastica Sessé
- Castilla tunu Hemsl.
- Castilla ulei Warb.

Castilla est un genre de plantes à fleurs de la famille des Moraceae. Il regroupe trois espèces d'arbres originaires des régions tropicales de l'Amérique.

## Liste d'espèces
- Castilla elastica Sessé
- Castilla tunu Hemsl.
- Castilla ulei Warb.